# جويل روبوشون
جويل روبوشون (بالفرنسية: Joël Robuchon)‏ (1945 - 2020)، هو طباخ فرنسي مشهور ظهر بشكل متكرر في وسائل الإعلام. تم انتخابه «طباخ القرن» من قبل GaultMillau في عام 1989. وهو أكثر من فازوا بتقدير وإعجاب دليل ميشلان للمطاعم في العالم، الذي يمنح نجوما للتميز. فاز ذات مرة خلال مسيرة عمله بـ31 نجمة من دليل ميشلان، وهذا أعلى رقم يحصل عليه أي طباخ. كان عضو في الأكاديمية الفرنسية لفنون الطهي.
ولد يوم 7 أبريل 1945 بمدينة بواتييه بدا العمل في عام 1960 بمطبخ فندق ريلايس في مدينة بواتييه، بدأت شهرته تذيع من خلال مطعمه في باريس، جامين، في أوائل الثمانينيات من القرن العشرين، وأصبح في عام 1987 «طباخ العام» في فرنسا، وبعد عامين من ذلك فاز بلقب نادر هو «طباخ القرن» الذي منحته إياه شركة غول ميلو المنافسة لدليل ميشلان للمطاعم. واشتهر روبوشون بدقته الشديدة وحبه للكمال، واستخدامه لمكونات قليلة في إعداد وجباته، مما جعل هذا الإعداد أبسط، وأبعد عن الإفراط الذي عرف عن المطبخ الفرنسي، ليصبح شكلا صحيا أكثر.

## وفاته
وتوفي بمدينة جنيف السويسرية يوم 6 أغسطس 2018 بسبب سرطان البنكرياس عن عمر يناهز 73 عامًا. أقيمت جنازته يوم 17 أغسطس 2018 في كاتدرائية القديس بطرس في مدينة بواتييه بحضور طهاة من جميع أنحاء العالم.

## من اقواله
وقال روبوشون لإحدى المجلات في 2014 «كلما كبرت في السن، أدركت أن الصواب هو أنه كلما كان الطعام أبسط، كان أكثر تميزا».

## برامجه التلفزيونية
وقدم روبوشون عدة برامج طبخ في التلفزيون الفرنسي، وكان الطباخ الرسمي لمنافسات كأس أوروبا 2016 في فرنسا، وأعد الطعام لكبار نجوم كرة القدم، مثل نيمار وجيرود.

## وصلات خارجية
- جويل روبوشون على موقع مونزينجر (الألمانية)
- الموقع الرسمي: www.joel-robuchon.com